# Jarl Hulldén
Jarl "Viking" Hulldén (Helsinque, 26 de dezembro de 1885 — 18 de outubro de 1913) foi um velejador finlandês, medalhista olímpico. Ele competiu nos Jogos Olímpicos de Verão de 1912 na classe 12 Metre e conquistou a medalha de bronze na disputa a bordo do Heatherbell com Ernst Krogius, Max Alfthan, Pekka Hartvall, Sigurd Juslén, Eino Sandelin e Johan Silén. Hulldén, que também era conhecido como jogador de bandy, desapareceu em uma viagem de observação de pássaros depois que o barco virou no arquipélago de Ingå junto com o agrônomo L. Mangström.